# Benzenmühle (Weissach im Tal)

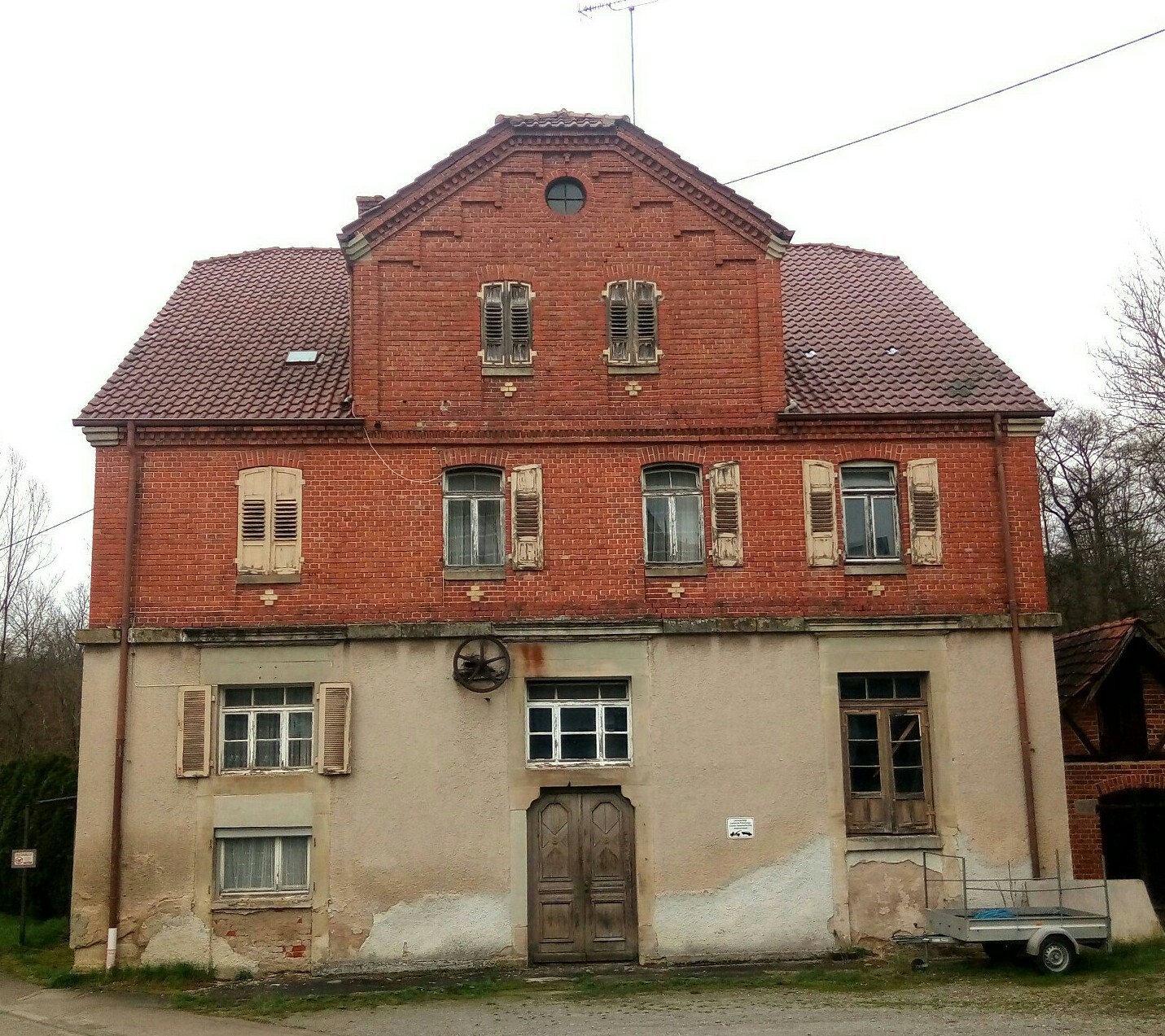
Die Benzenmühle

Die Benzenmühle (früher auch Untere Mühle genannt) ist eine ehemalige Wassermühle und ein Wohnplatz, der in Unterweissach aufgegangen ist.

## Lage
Das Anwesen steht heute (2024) am nördlichen Bebauungsrand von Unterweissach kurz vor der Flussbrücke der Straße zu den Dresselhöfen am linken Ufer der Weißach.

## Geschichte
Erstmals erwähnt wurde die Benzenmühle unter dem Namen Untere Mühle im Jahre 1593. Der damalige Besitzer war Hans Jergelin. 1699 übernahm der ehemalige kaiserliche Leutnant und Veteran der Türkenkriege Johann Daniel Landbeck die Mühle. Nach dem Tode Landecks übernahm dessen Schwiegersohn Johann Jakob Benz das Anwesen, der die Mühle in Benzenmühle umbenannte. Zu ihr gehörte einst ein umfangreicher Grundbesitz, der noch heute an den Flurnamen erkennbar ist. In der Umgebung gibt es eine Mühlklinge, Mühlhalde, Mühläcker und Mühlwiesen.
Im 19. Jahrhundert ging die Benzenmühle an die Familie Heller.
Am 6. September 1893 schoss der geistig verwirrte und alkoholisierte Mühlenbesitzer Johannes Heller zwei Mal auf seine Frau, ohne diese jedoch zu verletzen. Anschließend zündete der Benzenmüller Wohnhaus, Scheune und Mühle an. Der Ehefrau gelang die Flucht. Heller flüchtete nach Sachsenweiler, wo er sich am 7. September selbst in den Kopf schoss. Passanten fanden den blutüberströmten und bewusstlosen Müller und brachten ihn ins Backnanger Krankenhaus. Dort starb er am Nachmittag des 7. September. Nach einem Bericht des Murrtal-Boten war Heller „dem Trunk ergeben und nicht mehr normal im Geisteszustand“.
Die Familie Heller veräußerte das weitgehend zerstörte Anwesen 1894 an Friedrich Mayer. Der Wiederaufbau der Mühle begann 1894 und kostete etwa 16000 Mark.
Am Ende des Zweiten Weltkriegs wurde die Benzenmühle durch Sprengung der unmittelbar neben der Mühle befindliche Brücke stark beschädigt. Die Schäden konnten schnell beseitigt und der Betrieb wieder aufgenommen werden. In den 1950er Jahren wurde die Mühle stillgelegt.
Durch Bebauung der umliegenden Grundstücke wuchs der Wohnplatz mit Unterweissach zusammen und ist so im Mutterort aufgegangen.

### Einwohnerentwicklung
- 1871: 8 Einwohner[3]
- 1881: 15 Einwohner (1 Katholik)[4]